# Om Namo Bhagavate Vāsudevāya

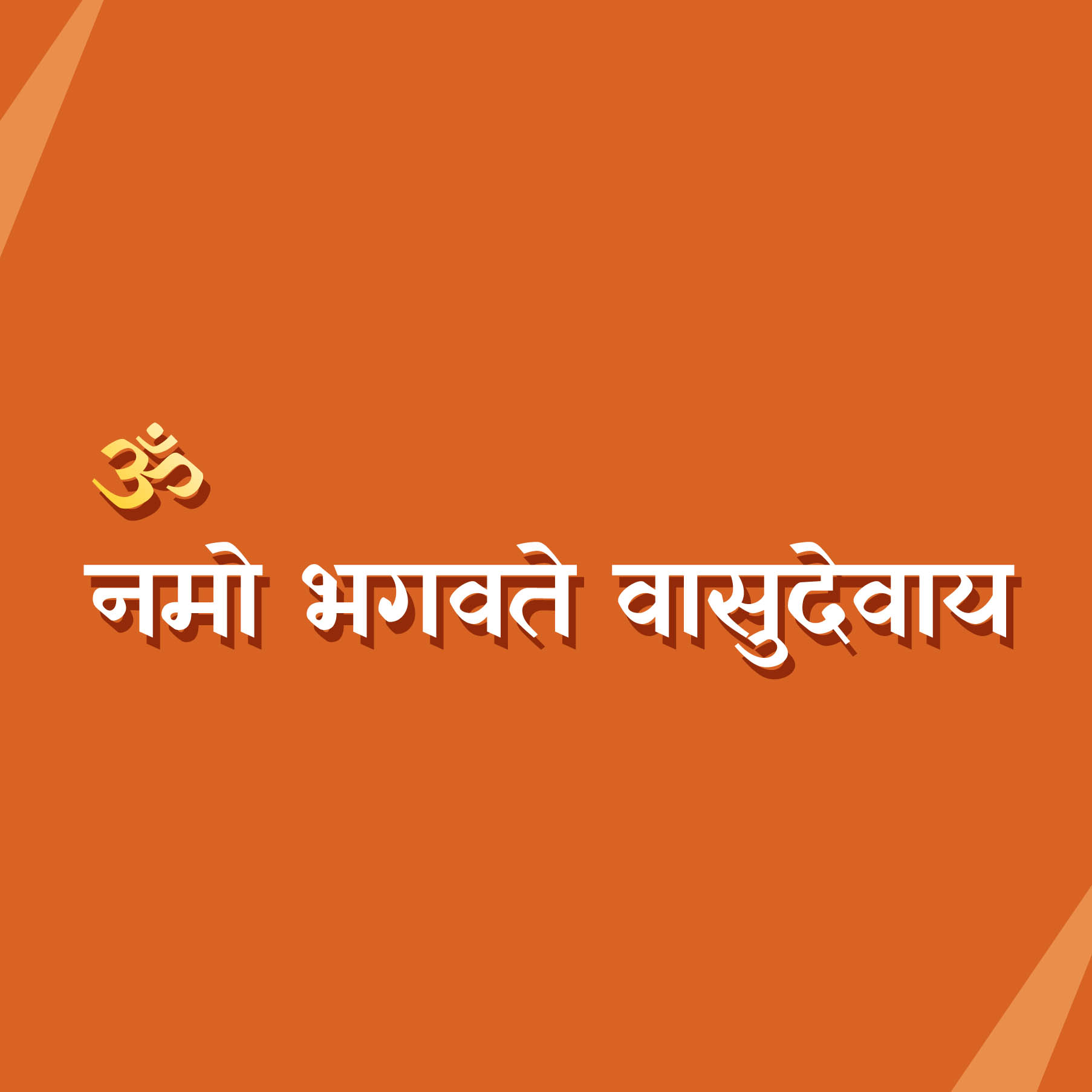
Om Namo Bhagavate Vāsudevaya in Devanagari

Om Namo Bhagavate Vāsudevāya (Sanskrit: ॐ नमो भगवते वासुदेवाय, übersetzt  'Ich verbeuge mich vor Gott Vāsudeva'; Ausspracheⓘ) ist eines der beliebtesten Mantras im Hinduismus und, nach der Bhagavata Tradition, das wichtigste im Vishnuismus. Es wird das Dvadasakshari Mantra, oder einfach nur Dvadasakshari genannt, also das "zwölf-silbige" Mantra. Es ist Vishnu oder Krishna gewidmet.

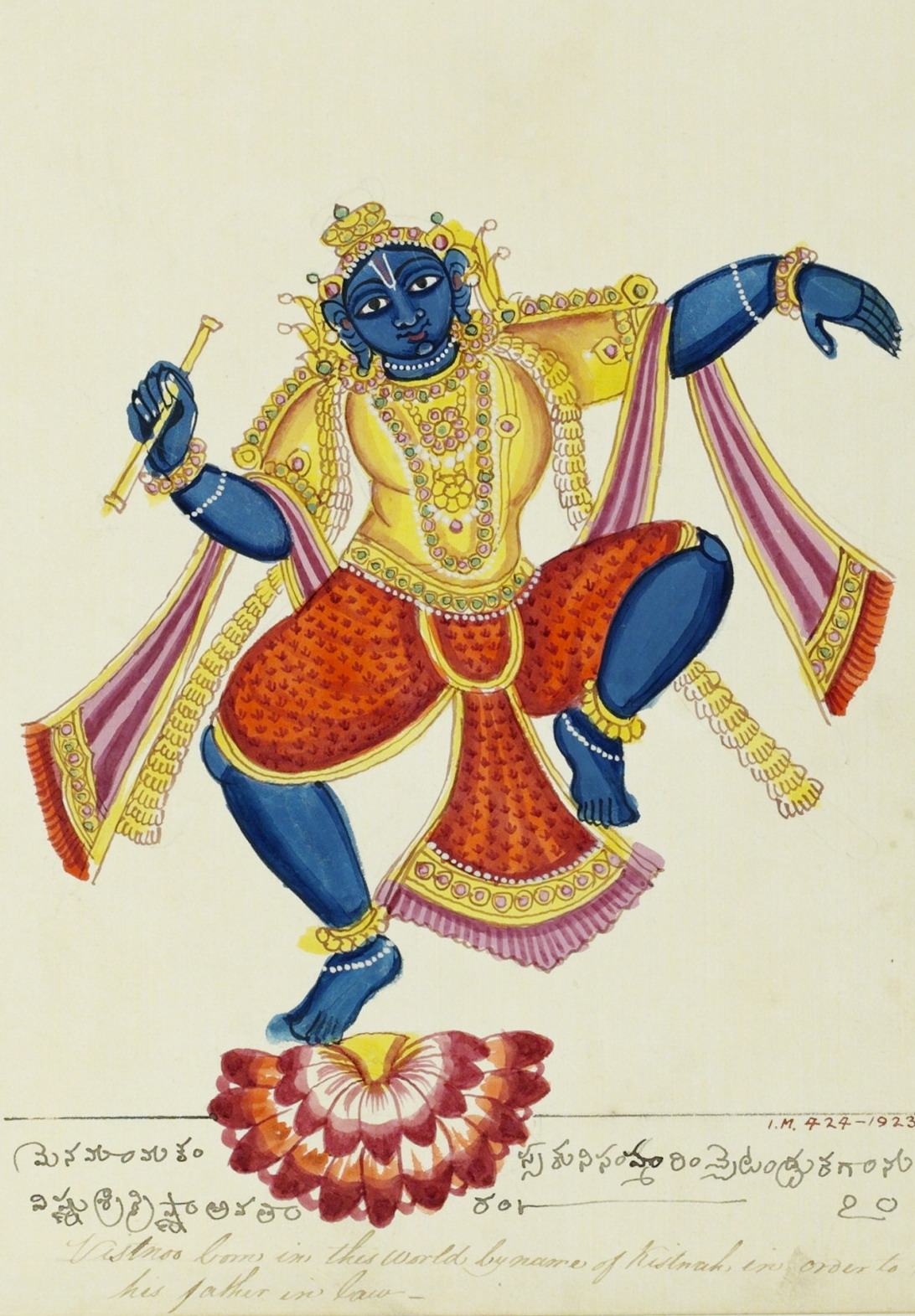
Vāsudeva (Krishna), auf einem Lotus tanzend, Tamil Nadu

## Bedeutung
Om Namo Bhagavate Vasudevaya bedeutet "Om, Ich verbeuge mich vor Gott Vāsudeva (oder Gott Vishnu)".
| Begriff    | Devanagari | Aussprache  | Bedeutung |
| ---------- | ---------- | ----------- | --- |
| Om         | ॐ          | Omⓘ         | Om bezieht sich auf den höchsten unendlichen Geist (Brahman) bzw. die höchste Person (Bhagvan). Om repräsentiert Shabda Brahman. |
| Namo       | नमो (namo)  | Namoⓘ       | Verbeugung, Anbetung, eine übliche Abschieds- bzw. Begrüßungsformel aus dem indischen Subkontinent. 'Namo' नमो ist die Sandhi Form von 'namas' नमस्, Neutr. Nom. Sg.. |
| Bhagavate  | भगवते       | Bhagavateⓘ  | 1. Gott in Sanskrit, jemand der für göttlich (oder gleich kräftig/barmherzig) gehalten wird. 'Bhagavate' भगवते ist der Dativ von 'bhagavat' भगवत्. 2. Bhagavate ist jemand, der göttlich wird. |
| Vāsudevāya | वासुदेवाय      | Vāsudevāyaⓘ | Vasu bedeutet: "Leben in allen Wesen" Deva bedeutet: Gott, das Leben/Licht, das in allen Wesen lebt. Krishna wird auch Vāsudeva (Krishna) genannt, da er der Sohn Vasudevas im Bhagavad-Gita ist. Außerdem nennt Arjuna Krishna mehrmals Vaasudeva. 'Vāsudevāya' वासुदेवाय ist der Dativ von 'vāsudeva' वासुदेव. |